# Bundesstraße 422
De Bundesstraße 422 (afkorting: B 422) is een bundesstraße in de Duitse deelstaat Rijnland-Palts.
De weg bestaat uit tweerelatief korte delen het westelijk deel weten west:Welschbillig-Kordel en oost: Allenbach-idar-Oberstein en heeft een gezamenlijke lengte van 28 kilometer.

## Routebeschrijving
De weg bestaat uit twee delen:
Westelijk deel
Het westelijk is 13 kilometer lang en begint aan de B51 ten westen van Helenenberg in de gemeente Welschbillig.
De weg loopt door Welschbillig en Kordel om in het stadsdeel Ehrang in Trier aan te sluiten op de B53
Oostelijk deel
Het oostelijke deel is 15 kilometer lang  begint ten zuidwesten van Allenbach op een kruising met de B 269.
De weg loopt door Allenbach naar Idar-Oberstein waar ze op een kruising aansluit op de B41.

## Geschiedenis
Waarom de B422 uit twee delen bestaat is niet bekend, er zijn geen plannen om beide delen met elkaar te verbinden.

## Verkeersintensiteiten
In 2010 reden dagelijks 1.400 tot 2.700 voertuigen over het westelijke deel en 2.500 tot 4.400 voertuigen op het oostelijke deel, behalve in Idar-Oberstein waar 10.000 voertuigen rijden.
B1 · B3 · B7 · B8 · B9 · B10 · B26 · B27 · B35 · B37 · B38 · B39 · B40 · B41 · B42 · B43 · B43a · B44 · B45 · B47 · B48 · B49 · B50 · B51 · B52 · B53 · B54 · B55 · B55a · B56 · B56n · B57 · B58 · B59 · B61 · B62 · B63 · B64 · B65 · B66 · B66n · B67 · B68 · B70 · B80 · B83 · B84 · B219 · B220 · B221 · B223 · B224 · B225 · B226 · B227 · B228 · B229 · B230 · B231 · B233 · B234 · B235 · B236 · B237 · B238 · B239 · B241 · B249 · B250 · B251 · B252 · B253 · B254 · B255 · B256 · B257 · B258 · B259 · B260 · B261 · B262 · B263 · B264 · B265 · B266 · B267 · B268 · B269 · B270 · B271 · B272 · B274 · B275 · B277a · B278 · B279 · B284 · B288 · B323 · B324 · B326 · B327 · B399 · B400 · B403 · B405 · B406 · B407 · B409 · B410 · B411 · B412 · B413 · B414 · B416 · B417 · B418 · B419 · B420 · B421 · B422 · B423 · B424 · B426 · B427 · B428 · B429 · B448 · B449 · B450 · B451 · B452 · B453 · B454 · B455 · B456 · B457 · B458 · B459 · B460 · B469 · B473 · B474 · B475 · B476 · B477 · B478 · B479 · B480 · B481 · B482 · B483 · B484 · B485 · B486 · B487 · B488 · B489 · B499 · B504 · B506 · B507 · B508 · B509 · B510 · B511 · B513 · B514 · B515 · B516 · B517 · B519 · B520 · B521 · B525 · B528 · B611